# Druga Republika Vermontu

Flaga używana przez ruch SVR

Druga Republika Vermontu (ang. Second Vermont Republic, SVR, 2VR) – ruch dążący do oddzielenia się stanu Vermont (Nowa Anglia) od Stanów Zjednoczonych i utworzenia samodzielnego państwa. Nazwa jest nawiązaniem do istniejącego w latach 1777–1791 państwa o nazwie Republika Vermontu, które stało się później amerykańskim stanem.
Założycielem organizacji jest Thomas Naylor, były profesor ekonomii na Duke University, który w roku 2003 opublikował książkę pt. The Vermont Manifesto.
Naszym celem jest pokojowe odłączenie się od USA, deklarują na swej stronie internetowej członkowie ruchu, liczącego 125 członków, ale posiadającego już pewne wpływy.
Filarami przyszłego ustroju Republiki Vermontu mają być demokracja bezpośrednia, federalizm na wzór szwajcarski, solidaryzm ekonomiczny oraz neutralność w stosunkach międzynarodowych. 
Organizacja w swym działaniu odwołuje się do bezkrwawej rewolucji antykomunistycznej w Europie (Jesień Ludów), a w szczególności do organizacji NSZZ „Solidarność” oraz osoby Václava Havla.